# Christine (fille d'Édouard l'Exilé)
Pour les articles homonymes, voir Christine.
Christine (fl. 1057-1093) est une princesse et religieuse anglo-saxonne du XIe siècle.

## Biographie
Christine est la fille du prince Édouard l'Exilé et de son épouse Agathe. Elle a une sœur, Marguerite, et un frère, Edgar. Elle voit le jour durant l'exil de son père dans le royaume de Hongrie. En 1057, Édouard est rappelé en Angleterre par son oncle le roi Édouard le Confesseur, qui n'a pas d'autre héritier. Il s'y rend avec femme et enfants, mais meurt peu de temps après avoir posé le pied sur le sol anglais.
Les sources sont muettes sur le devenir des enfants d'Édouard l'Exilé pendant la décennie qui suit. Après la conquête normande de l'Angleterre, Edgar s'enfuit à la cour du royaume d'Écosse avec sa mère et ses sœurs en 1067. Marguerite épouse le roi Malcolm III vers 1070 et Edgar quitte l'Écosse vers 1072, mais les faits et gestes de Christine sont inconnus. Le Domesday Book, terminé en 1086, la mentionne comme propriétaire terrienne dans l'Oxfordshire et le Warwickshire, ce qui suggère sa présence en Angleterre vers cette période.
C'est également en 1086 que Christine entre dans les ordres et devient moniale à l'abbaye de Romsey, dans le Hampshire. Sa sœur Marguerite lui envoie deux de ses filles, Mathilde et Marie, pour qu'elle se charge de leur éducation. Dans son Historia novorum, le chroniqueur Eadmer rapporte ce que lui a dit la princesse Mathilde des mauvais traitements infligés par sa tante durant cette période, et du voile qu'elle l'obligeait à porter.